# Personaggi di Zettai karen children
Questa è una lista dei personaggi della serie manga e anime Zettai karen children.

## B.A.B.E.L.

### The Children
Supervisore: Kōichi Minamoto
Kōichi Minamoto (皆本 光一?, Minamoto Kōichi)
Doppiato da: Yuuichi Nakamura 
Non è dotato di poteri ESP, ma ha un quoziente intellettivo fuori dal comune che comunque gli ha procurato non pochi disagi soprattutto durante la sua infanzia. Assunto da B.A.B.E.L. come supervisore delle children, ha il compito di sorvegliarle e di sovrintenderne le operazioni allo scopo di evitare che le children si scatenino e causino danni a cose e persone. Considera e tratta le sue sottoposte come normali bambine, e anche a causa di questo le ragazze tendono a maltrattarlo quando le chiama appunto bambine o a insinuare una sua tendenza lolicon.
Kaoru Akashi (明石 薫?, Akashi Kaoru)
Doppiata da: Aya Hirano
ESP: psicocinesi di livello 7
Utilizza il suo potere sia in modo canonico (spostamento degli oggetti) che come potenziamento delle sue doti fisiche. Tra le sue compagne e la più imprudente e quando è in missione tende a sottovalutare la situazione circostante.
Gag ricorrenti
- quando Minamoto le dà della bambina Kaoru reagisce scagliandolo violentemente contro le superfici piane negli immediati paraggi (quindi muri, soffitti, pavimenti)
- è spesso artefice di molestie sessuali ai danni delle sue compagne di scuola o di team, purché ragazze. Nei casi più gravi assume l'atteggiamento e le mimiche di un vecchio pervertito.
- sogna spesso ad occhi aperti di trovarsi con Minamoto in situazioni romantiche in stile soap-opera. Questo finché frequenta la scuola elementare, dato che dalle scuole medie in poi, quindi col raggiungimento dell'età adolescenziale, queste sue fantasie assumeranno connotati sempre più di natura erotica.

Aoi Nogami (野上 葵?, Nogami Aoi)
Doppiata da: Ryōko Shiraishi
ESP: teletrasporto di livello 7
Tra le ragazze del suo team è quella con i maggiori profitti scolastici. Minamoto la considera la più affidabile del gruppo. Al contrario delle altre ragazze è originaria di Kyoto, come evidente dal suo particolare accento.Fin dall'età di 10 anni nutre un complesso di inferiorità per via delle dimensioni del suo seno, complesso la cui entità verrà aggravata dal fatto che le sue compagne mostreranno col tempo uno sviluppo più evidente del suo.
Shiho Sannomiya (三宮 紫穂?, Sannomiya Shiho)
Doppiato da: Haruka Tomatsu 
ESP: psicometria di livello 7 
Shiho è in grado di percepire anche a distanza di ore i ricordi latenti delle persone attraverso gli oggetti con cui sono venuti a contatto. Anche per questo è spesso richiesta dalle forze di polizia, al comando delle quali si trova suo padre, per la risoluzione di casi irrisolti, anche di natura violenta.
Gag ricorrenti
- quando Minamoto pensa tra sé e sé qualcosa che potrebbe far indispettire le Children, puntualmente si accorge che nel frattempo Shiho gli stava leggendo il pensiero comunicandone il contenuto alle sue compagne, chiudendo poi la frase dicendo "...tte,omotteru" (...lui la pensa così)
- quando è molto indispettita la sua espressione si oscura al punto da far trapelare un chiaro intento omicida nei confronti del prossimo

### The Doubleface
Questo team opera nell'area reception del queartier generale di B.A.B.E.L.. 
Nel manga l'autore spesso ironizza sul fatto che finora nessuno dei suoi membri sia mai comparso sulle copertine dei volumi, ad esempio negli yonkoma in seconda di copertina dei volumi 16, in cui si lamentano della loro ennesima esclusione, e 18, dove consolano le Children, escluse anche loro dalla cover.
Natsuko Tokiwa (常磐 奈津子?, Tokiwa Natsuko )
Doppiata da:Eri Nakao 
ESP: chiaroveggenza di livello 5
Insieme a Hotaru Nowaki è addetta alla reception del quartier generale di B.A.B.E.L. . Utilizza il suo potere per individuare oggetti sospetti addosso alle persone che accedono all'edificio.
Hotaru Nowaki (野分 ほたる?, Nowaki Hotaru)
Doppiata da:Rina Satō 
ESP: telepatia di livello 5
Insieme a Natsuko Tokiwa è addetta alla reception del quartier generale di B.A.B.E.L. . Utilizza il suo potere verificare l'identita e le reali intenzioni alle persone che accedono all'edificio.

### The Wild Cat
Supervisore: Tanizaki Ichirō
Naomi Umegae (梅枝 ナオミ?, Umegae Naomi)
Doppiato da: Ayumi Fujimura
ESP: psicocinesi di livello 6
è l'unico membro attivo del team. Di animo dolce, spesso ingenua ed impacciata, in passato veniva soprannominata Kitty Cat, ma ha cambiato nome dopo aver palesato una seconda personalità che si manifesta con violenza ogniqualvolta il suo supervisore, Ichirō Tanizaki, la approccia andando ben oltre i limiti del normale rapporto tra superiore e sottoposta.
Ichirō Tanizaki (谷崎 一郎?, Tanizaki Ichirō)
Doppiato da: Hiroshi Yanaka 
Non è dotato di poteri ESP, ha avuto un ruolo determinante nell'educazione, nell'addestramento e nell'inserimento sociale di Naomi fin da quando era piccola, ma è ossessionato dall'idea di renderla la sua donna ideale e spesso si rivolge a lei chiamandola La Mia Naomi.

### B.A.B.E.L. - Quartier generale
Taizō Kiritsubo (桐壺 帝三?, Kiritsubo Taizō)
Doppiato da: Jūrōta Kosugi 
È il capo della B.A.B.E.L., ama svisceratamente le tre ragazze definendole dei "tesori nazionali", le vizia in modo spudorato ed ha la tendenza ad incolpare Minamoto tutti di loro difetti e delle loro manchevolezze.